# Tiefenbach (Landshut)
Pour les articles homonymes, voir Tiefenbach.
Tiefenbach est une commune de Bavière (Allemagne), située dans l'arrondissement de Landshut, dans le district de Basse-Bavière.